# أو كيو-دون
أو كيو-دون هو سياسي كوري جنوبي، ولد في 28 أكتوبر 1948 في بوسان في كوريا الجنوبية. نشط حزبياً في الحزب الديمقراطي الكوري.